# NGC 5092
NGC 5092 ist eine 13,5 mag helle Elliptische Galaxie vom Hubble-Typ E0 im Sternbild Haar der Berenike am Nordsternhimmel. Sie ist schätzungsweise 311 Millionen Lichtjahre von der Milchstraße entfernt und hat einen Durchmesser von etwa 90.000 Lichtjahren.
Das Objekt wurde am 12. April 1867 von Heinrich Louis d’Arrest entdeckt.